# Mireille Fanon-Mendès-France
Pour les articles homonymes, voir Mendès France.
Mireille Fanon-Mendès-France est une militante française née à Cahors le 24 novembre 1953, ou en 1948 ,,, présidente de la Fondation Frantz Fanon internationale. Elle a écrit de nombreux articles sur les droits humains et le droit international et humanitaire, sur le processus de radicalisation et de discrimination, sur la colonialité du pouvoir, des savoirs et de l'Être.

## Biographie
Fille aînée de Frantz Fanon et de Michèle Weyer, elle n'a jamais rencontré son père,. Elle épouse en premières noces à Abidjan le 26 novembre 1977 Pierre-Michel Arnaud (né en 1945) dont elle divorce en 1983. Elle se marie en secondes noces dans le 14e arrondissement de Paris, le 30 novembre 1985, avec Bernard Mendès-France (fils du président du Conseil, Pierre Mendès France), mort en 1991.
De formation littéraire, elle a enseigné la littérature à l’Éducation nationale française et la didactique au centre de formation continue de l'Université Paris V- Descartes. Elle a été invitée par de nombreuses universités, dont celle de Californie à Berkeley sur des questions de droit international et résolution des conflits. Elle a aussi travaillé pour l'UNESCO et pour l'Assemblée nationale française.
En 2009, elle a reçu le Prix des Droits de l'Homme du Conseil pour la justice, l'égalité et la paix,. Elle est membre de l'Union juive française pour la paix. Depuis 2011, elle est experte au sein du Groupe de travail des Nations unies sur les personnes d'ascendance africaine, dont elle a été la présidente de 2014 à 2016,.
Elle signe une tribune le 21 février 2018 sur le site Mediapart aux côtés d'une cinquantaine de personnalités « pour une justice impartiale et égalitaire » pour Tariq Ramadan, mis en examen pour viols et placé en détention provisoire, et dans laquelle il est demandé de libérer immédiatement ce dernier en raison de son état de santé.
En mai 2018, elle participe à la conférence internationale « Bandung du Nord », organisée par le Decolonial International Network afin de « questionner la mémoire coloniale », à laquelle participe aussi Angela Davis, Fred Hampton Jr. (en) et Muntadhar al-Zaidi.